# Lermontov (Lorri)
Pour les articles homonymes, voir Lermontov (homonymie).
Lermontov ou Lermontovo (en arménien Լերմոնտով ; jusqu'en 1941 Voskresenovka) est une communauté rurale du marz de Lorri en Arménie. En 2008, elle compte 1 010 habitants.